# Strade Bianche 2014
La 8e édition des Strade Bianche a eu lieu le 8 mars 2014. La course fait partie du calendrier UCI Europe Tour 2014 en catégorie 1.1.

## Présentation

### Équipes
Classées en catégorie 1.1 de l'UCI Europe Tour, les Strade Bianche sont par conséquent ouvertes aux UCI ProTeams dans la limite de 50 % des équipes participantes, aux équipes continentales professionnelles, aux équipes continentales et aux équipes nationales.
L'organisateur RCS Sport a communiqué la liste des équipes invitées le 30 janvier 2014. Dix-huit équipes participent à ces Strade Bianche - onze ProTeams et sept équipes continentales professionnelles :
| ProTeams (11)- Cannondale - Astana - BMC Racing Team - Lampre-Merida - Movistar Team - Omega Pharma-Quick Step - Giant-Shimano - Katusha - Sky - Tinkoff-Saxo - Trek Factory Racing Équipes continentales professionnelles (7)- Androni Giocattoli-Venezuela - Bardiani CSF - Colombia - IAM Cycling - MTN-Qhubeka - UnitedHealthcare - Neri Sottoli |
| |

## Classements

### Classement de la course
| \| Classement général \| Classement général \| Classement général \| Classement général \| Classement général \| \| Coureur \| Coureur \| Pays \| Équipe \| Temps \| \| ------------------ \| ----------------------- \| ------------------ \| ---------------------------- \| ------------------ \| \| 1er \| Michał Kwiatkowski \| Pologne \| Omega Pharma-Quick Step \| 5 h 20 min 33 s \| \| 2e \| Peter Sagan \| Slovaquie \| Cannondale \| + 19 s \| \| 3e \| Alejandro Valverde \| Espagne \| Movistar Team \| + 36 s \| \| 4e \| Damiano Cunego \| Italie \| Lampre-Merida \| + 40 s \| \| 5e \| Roman Kreuziger \| Tchéquie \| Tinkoff-Saxo \| + 40 s \| \| 6e \| Fabian Cancellara \| Suisse \| Trek Factory Racing \| + 59 s \| \| 7e \| Cadel Evans \| Australie \| BMC Racing Team \| + 1 min 44 s \| \| 8e \| Warren Barguil \| France \| Giant-Shimano \| + 2 min 02 s \| \| 9e \| Wout Poels \| Pays-Bas \| Omega Pharma-Quick Step \| + 2 min 11 s \| \| 10e \| Simon Geschke \| Allemagne \| Giant-Shimano \| + 2 min 51 s \| \| 11e \| Salvatore Puccio \| Italie \| Team Sky \| + 2 min 51 s \| \| 12e \| Tom Dumoulin \| Pays-Bas \| Giant-Shimano \| + 2 min 51 s \| \| 13e \| Matteo Trentin \| Italie \| Omega Pharma-Quick Step \| + 2 min 54 s \| \| 14e \| Michał Gołaś \| Pologne \| Omega Pharma-Quick Step \| + 2 min 54 s \| \| 15e \| Ángel Vicioso \| Espagne \| Katusha \| + 3 min 02 s \| \| 16e \| Ian Stannard \| Royaume-Uni \| Team Sky \| + 3 min 16 s \| \| 17e \| Andrey Amador \| Costa Rica \| Movistar Team \| + 5 min 40 s \| \| 18e \| Christopher Juul Jensen \| Danemark \| Tinkoff-Saxo \| + 5 min 56 s \| \| 19e \| Franco Pellizotti \| Italie \| Androni Giocattoli-Venezuela \| + 5 min 56 s \| \| 20e \| Georg Preidler \| Autriche \| Giant-Shimano \| + 5 min 56 s \| |                         |             |                              |                 |
| |                         |             |                              |                 |
| |                         |             |                              |                 |
| Classement général |                         |             |                              |                 |
| Coureur | Coureur                 | Pays        | Équipe                       | Temps           |
| 1er | Michał Kwiatkowski      | Pologne     | Omega Pharma-Quick Step      | 5 h 20 min 33 s |
| 2e | Peter Sagan             | Slovaquie   | Cannondale                   | + 19 s          |
| 3e | Alejandro Valverde      | Espagne     | Movistar Team                | + 36 s          |
| 4e | Damiano Cunego          | Italie      | Lampre-Merida                | + 40 s          |
| 5e | Roman Kreuziger         | Tchéquie    | Tinkoff-Saxo                 | + 40 s          |
| 6e | Fabian Cancellara       | Suisse      | Trek Factory Racing          | + 59 s          |
| 7e | Cadel Evans             | Australie   | BMC Racing Team              | + 1 min 44 s    |
| 8e | Warren Barguil          | France      | Giant-Shimano                | + 2 min 02 s    |
| 9e | Wout Poels              | Pays-Bas    | Omega Pharma-Quick Step      | + 2 min 11 s    |
| 10e | Simon Geschke           | Allemagne   | Giant-Shimano                | + 2 min 51 s    |
| 11e | Salvatore Puccio        | Italie      | Team Sky                     | + 2 min 51 s    |
| 12e | Tom Dumoulin            | Pays-Bas    | Giant-Shimano                | + 2 min 51 s    |
| 13e | Matteo Trentin          | Italie      | Omega Pharma-Quick Step      | + 2 min 54 s    |
| 14e | Michał Gołaś            | Pologne     | Omega Pharma-Quick Step      | + 2 min 54 s    |
| 15e | Ángel Vicioso           | Espagne     | Katusha                      | + 3 min 02 s    |
| 16e | Ian Stannard            | Royaume-Uni | Team Sky                     | + 3 min 16 s    |
| 17e | Andrey Amador           | Costa Rica  | Movistar Team                | + 5 min 40 s    |
| 18e | Christopher Juul Jensen | Danemark    | Tinkoff-Saxo                 | + 5 min 56 s    |
| 19e | Franco Pellizotti       | Italie      | Androni Giocattoli-Venezuela | + 5 min 56 s    |
| 20e | Georg Preidler          | Autriche    | Giant-Shimano                | + 5 min 56 s    |

## Liste des participants
- Liste de départ complète

| Légende | Légende                                                                    | Légende | Légende                                                    |
| ------- | -------------------------------------------------------------------------- | ------- | ---------------------------------------------------------- |
| Num     | Dossard de départ porté par le coureur sur ces Strade Bianche              | Pos     | Position à l'arrivée de la course                          |
|         | Indique un maillot de champion national ou mondial, suivi de sa spécialité | NP      | Indique un coureur qui n'a pas pris le départ de la course |
| AB      | Indique un coureur qui n'a pas terminé la course                           | HD      | Indique un coureur qui a terminé la course hors des délais |

| Cannondale CAN | Cannondale CAN            | Cannondale CAN |
| -------------- | ------------------------- | -------------- |
| Num            | Coureur                   | Pos            |
| 1              | Moreno Moser (ITA)        | 44e            |
| 2              | Alberto Bettiol (ITA)     | 97e            |
| 3              | Maciej Bodnar (POL)       | 86e            |
| 4              | Oscar Gatto (ITA)         | 37e            |
| 5              | Kristjan Koren (SLO)      | AB             |
| 6              | Matthias Krizek (AUT)     | 98e            |
| 7              | Alan Marangoni (ITA)      | AB             |
| 8              | Peter Sagan (SVK) (Route) | 2e             |

| Androni Giocattoli-Venezuela AND | Androni Giocattoli-Venezuela AND | Androni Giocattoli-Venezuela AND |
| -------------------------------- | -------------------------------- | -------------------------------- |
| Num                              | Coureur                          | Pos                              |
| 11                               | Franco Pellizotti (ITA)          | 19e                              |
| 12                               | Marco Bandiera (ITA)             | 85e                              |
| 13                               | Manuel Belletti (ITA)            | AB                               |
| 14                               | Matteo Di Serafino (ITA)         | AB                               |
| 15                               | Marco Frapporti (ITA)            | 45e                              |
| 16                               | Johnny Hoogerland (NED) (Route)  | 83e                              |
| 17                               | Diego Rosa (ITA)                 | 66e                              |
| 18                               | Nicola Testi (ITA)               | 65e                              |

| Astana AST | Astana AST               | Astana AST |
| ---------- | ------------------------ | ---------- |
| Num        | Coureur                  | Pos        |
| 21         | Maxim Iglinskiy (KAZ)    | 56e        |
| 22         | Andriy Grivko (UKR)      | 34e        |
| 23         | Jacopo Guarnieri (ITA)   | 81e        |
| 24         | Tanel Kangert (EST)      | 42e        |
| 25         | Fredrik Kessiakoff (SWE) | AB         |
| 26         | Alexey Lutsenko (KAZ)    | 61e        |
| 27         | Dmitriy Muravyev (KAZ)   | AB         |
| 28         | Andrey Zeits (KAZ)       | 57e        |

| Bardiani CSF BAR | Bardiani CSF BAR     | Bardiani CSF BAR |
| ---------------- | -------------------- | ---------------- |
| Num              | Coureur              | Pos              |
| 31               | Enrico Barbin (ITA)  | 87e              |
| 32               | Nicola Boem (ITA)    | AB               |
| 33               | Marco Canola (ITA)   | 22e              |
| 34               | Marco Coledan (ITA)  | HD               |
| 35               | Paolo Colonna (ITA)  | 59e              |
| 36               | Donato De Ieso (ITA) | HD               |
| 37               | Filippo Fortin (ITA) | 89e              |
| 38               | Angelo Pagani (ITA)  | 58e              |

| BMC Racing BMC | BMC Racing BMC              | BMC Racing BMC |
| -------------- | --------------------------- | -------------- |
| Num            | Coureur                     | Pos            |
| 41             | Cadel Evans (AUS)           | 7e             |
| 42             | Darwin Atapuma (COL)        | 78e            |
| 43             | Steve Morabito (SUI)        | 27e            |
| 44             | Dominik Nerz (GER)          | 69e            |
| 45             | Manuel Quinziato (ITA)      | 31e            |
| 46             | Samuel Sánchez (ESP)        | 39e            |
| 47             | Michael Schär (SUI) (Route) | 23e            |
| 48             | Lawrence Warbasse (USA)     | 71e            |

| Colombia COL | Colombia COL               | Colombia COL |
| ------------ | -------------------------- | ------------ |
| Num          | Coureur                    | Pos          |
| 51           | Miguel Ángel Rubiano (COL) | 24e          |
| 52           | Edward Díaz (COL)          | 76e          |
| 53           | Fabio Duarte (COL)         | 101e         |
| 54           |                            |              |
| 55           | Jarlinson Pantano (COL)    | 47e          |
| 56           | Darwin Pantoja (COL)       | AB           |
| 57           | Jonathan Paredes (COL)     | 77e          |
| 58           | Rodolfo Torres (COL)       | 40e          |

| IAM | IAM                     | IAM |
| --- | ----------------------- | --- |
| Num | Coureur                 | Pos |
| 61  | Thomas Lövkvist (SWE)   | 49e |
| 62  | Matthias Brändle (AUT)  | 30e |
| 63  | Martin Elmiger (SUI)    | 25e |
| 64  | Marcel Aregger (SUI)    | 70e |
| 65  | Reto Hollenstein (SUI)  | 29e |
| 66  | Pirmin Lang (SUI)       | AB  |
| 67  | Gustav Larsson (SWE)    | 33e |
| 68  | Patrick Schelling (SUI) | AB  |

| Lampre-Merida LAM | Lampre-Merida LAM       | Lampre-Merida LAM |
| ----------------- | ----------------------- | ----------------- |
| Num               | Coureur                 | Pos               |
| 71                | Damiano Cunego (ITA)    | 4e                |
| 72                | Niccolò Bonifazio (ITA) | AB                |
| 73                | Davide Cimolai (ITA)    | 96e               |
| 74                | Luca Dodi (ITA)         | AB                |
| 75                | Manuele Mori (ITA)      | AB                |
| 76                | Andrea Palini (ITA)     | 88e               |
| 77                | Filippo Pozzato (ITA)   | AB                |
| 78                | Diego Ulissi (ITA)      | 21e               |

| Movistar MOV | Movistar MOV               | Movistar MOV |
| ------------ | -------------------------- | ------------ |
| Num          | Coureur                    | Pos          |
| 81           | Alejandro Valverde (ESP)   | 3e           |
| 82           | Andrey Amador (CRC)        | 17e          |
| 83           | Jonathan Castroviejo (ESP) | 38e          |
| 84           | Beñat Intxausti (ESP)      | 43e          |
| 85           | Pablo Lastras (ESP)        | AB           |
| 86           | Enrique Sanz (ESP)         | AB           |
| 87           | Jasha Sütterlin (GER)      | AB           |
| 88           | Francisco Ventoso (ESP)    | AB           |

| MTN-Qhubeka MTN | MTN-Qhubeka MTN            | MTN-Qhubeka MTN |
| --------------- | -------------------------- | --------------- |
| Num             | Coureur                    | Pos             |
| 91              | Kristian Sbaragli (ITA)    | 75e             |
| 92              | Jani Tewelde (ERI)         | AB              |
| 93              | Adrien Niyonshuti (RWA)    | AB              |
| 94              | Sergio Pardilla (ESP)      | 32e             |
| 95              | Meron Russom (ERI)         | AB              |
| 96              | Songezo Jim (RSA)          | AB              |
| 97              | Daniel Teklehaimanot (ERI) | 68e             |
| 98              | Dennis van Niekerk (RSA)   | AB              |

| Omega Pharma-Quick Step OPQ | Omega Pharma-Quick Step OPQ      | Omega Pharma-Quick Step OPQ |
| --------------------------- | -------------------------------- | --------------------------- |
| Num                         | Coureur                          | Pos                         |
| 101                         | Mark Cavendish (GBR) (Route)     | AB                          |
| 102                         | Michał Gołaś (POL)               | 14e                         |
| 103                         | Michał Kwiatkowski (POL) (Route) | 1er                         |
| 104                         | Alessandro Petacchi (ITA)        | 79e                         |
| 105                         | Wout Poels (NED)                 | 9e                          |
| 106                         | Mark Renshaw (AUS)               | AB                          |
| 107                         | Matteo Trentin (ITA)             | 13e                         |
| 108                         | Rigoberto Urán (COL)             | 55e                         |

| Giant-Shimano GIA | Giant-Shimano GIA         | Giant-Shimano GIA |
| ----------------- | ------------------------- | ----------------- |
| Num               | Coureur                   | Pos               |
| 111               | Warren Barguil (FRA)      | 8e                |
| 112               | Tom Dumoulin (NED)        | 12e               |
| 113               | Johannes Fröhlinger (GER) | 72e               |
| 114               | Simon Geschke (GER)       | 10e               |
| 115               | Tobias Ludvigsson (SWE)   | 50e               |
| 116               | Thomas Peterson (USA)     | AB                |
| 117               | Georg Preidler (AUT)      | 20e               |
| 118               | Tom Stamsnijder (NED)     | 82e               |

| Katusha KAT | Katusha KAT             | Katusha KAT |
| ----------- | ----------------------- | ----------- |
| Num         | Coureur                 | Pos         |
| 121         | Alexandr Kolobnev (RUS) | 74e         |
| 122         | Maxim Belkov (RUS)      | AB          |
| 123         | Vladimir Gusev (RUS)    | NP          |
| 124         | Dmitry Kozontchuk (RUS) | 36e         |
| 125         | Luca Paolini (ITA)      | 95e         |
| 126         | Rüdiger Selig (GER)     | AB          |
| 127         | Ángel Vicioso (ESP)     | 15e         |
| 128         | Eduard Vorganov (RUS)   | 35e         |

| Sky SKY | Sky SKY                | Sky SKY |
| ------- | ---------------------- | ------- |
| Num     | Coureur                | Pos     |
| 131     | Ben Swift (GBR)        | 53e     |
| 132     | Ian Boswell (USA)      | 99e     |
| 133     | Dario Cataldo (ITA)    | 41e     |
| 134     | Nathan Earle (AUS)     | 91e     |
| 135     | Bernhard Eisel (AUT)   | 84e     |
| 136     | Salvatore Puccio (ITA) | 11e     |
| 137     | Sergio Henao (COL)     | 73e     |
| 138     | Ian Stannard (GBR)     | 16e     |

| Tinkoff-Saxo TCS | Tinkoff-Saxo TCS              | Tinkoff-Saxo TCS |
| ---------------- | ----------------------------- | ---------------- |
| Num              | Coureur                       | Pos              |
| 141              | Daniele Bennati (ITA)         | 51e              |
| 142              | Manuele Boaro (ITA)           | 92e              |
| 143              | Christopher Juul Jensen (DEN) | 18e              |
| 144              | Roman Kreuziger (CZE)         | 5e               |
| 145              | Sérgio Paulinho (POR)         | AB               |
| 146              | Michael Mørkøv (DEN) (Route)  | 93e              |
| 147              | Nicolas Roche (IRL)           | 54e              |
| 148              | Matteo Tosatto (ITA)          | 52e              |

| Trek Factory Racing TFR | Trek Factory Racing TFR       | Trek Factory Racing TFR |
| ----------------------- | ----------------------------- | ----------------------- |
| Num                     | Coureur                       | Pos                     |
| 151                     | Fabian Cancellara (SUI)       | 6e                      |
| 152                     | Eugenio Alafaci (ITA)         | 100e                    |
| 153                     | Markel Irizar (ESP)           | 67e                     |
| 154                     | Yaroslav Popovych (UKR)       | AB                      |
| 155                     | Hayden Roulston (NZL) (Route) | 46e                     |
| 156                     | Jens Voigt (GER)              | 80e                     |
| 157                     | Calvin Watson (AUS)           | 28e                     |
| 158                     | Riccardo Zoidl (AUT) (Route)  | AB                      |

| UnitedHealthcare UHC | UnitedHealthcare UHC     | UnitedHealthcare UHC |
| -------------------- | ------------------------ | -------------------- |
| Num                  | Coureur                  | Pos                  |
| 161                  | Alessandro Bazzana (ITA) | 26e                  |
| 162                  | Benjamin Day (USA)       | AB                   |
| 163                  | Marc de Maar (NED)       | 64e                  |
| 164                  | Lucas Euser (USA)        | AB                   |
| 165                  | Davide Frattini (ITA)    | 90e                  |
| 166                  | Christopher Jones (USA)  | AB                   |
| 167                  | Martijn Maaskant (NED)   | 60e                  |
| 168                  | Kiel Reijnen (USA)       | AB                   |

| Yellow Fluo YEL | Yellow Fluo YEL        | Yellow Fluo YEL |
| --------------- | ---------------------- | --------------- |
| Num             | Coureur                | Pos             |
| 171             | Simone Ponzi (ITA)     | 62e             |
| 172             | Samuele Conti (ITA)    | AB              |
| 173             | Francesco Failli (ITA) | AB              |
| 174             | Andrea Fedi (ITA)      | 74e             |
| 175             | Mauro Finetto (ITA)    | 48e             |
| 176             | Matteo Rabottini (ITA) | 63e             |
| 177             | Fabio Taborre (ITA)    | AB              |
| 178             | Mirko Tedeschi (ITA)   | AB              |